# Szeleste
Szeleste es un pueblo ubicado en el distrito de Sárvár, en el condado de Vas, Hungría.

## Superficie
Posee una superficie de 20,75 kilómetros cuadrados.

## Demografía
Hasta 2019 la población era de 673 habitantes, con una densidad de población de 32,43 habitantes por kilómetro cuadrado.